# Siegfried Weller
Siegfried Weller (* 28. Juli  1928 in Welzheim; † 27. August 2019 in Tübingen) war ein deutscher Unfallchirurg. Er war bis zu seiner Emeritierung 1996 Ärztlicher Direktor der Berufsgenossenschaftlichen Unfallklinik Tübingen. Er verfasste zahlreiche Publikationen und Standardlehrbücher in der Unfallchirurgie.

## Leben
Weller studierte an den Universitäten Würzburg, Innsbruck und Heidelberg Medizin. 1953 wurde er promoviert. Von 1954 bis 1956 arbeitete er in New York City, die Ausbildung setzte er am Universitätsklinikum Freiburg fort. In Freiburg habilitierte sich Weller 1962 bei Hermann Krauß mit der Arbeit Zur Morphologie und Funktion des Gelenkknorpels unter normalen und pathologischen Bedingungen. 1966 wurde Weller Leiter der Abteilung für Unfallchirurgie des Universitätsklinikums Freiburg, der ersten Einrichtung ihrer Art in Deutschland. Von 1969 bis 1996 war er Ärztlicher Direktor der Berufsgenossenschaftlichen Unfallklinik Tübingen. Das 2012 eröffnete Forschungsinstitut der Einrichtung wurde nach Weller benannt. Sein Nachfolger an der Klinik wurde Kuno Weise.
Er war verheiratet und Vater von zwei Töchtern.

## Wirken
Weller gehörte zu den Gründungsmitgliedern der deutschen Sektion der Arbeitsgemeinschaft für Osteosynthesefragen (AO Foundation) im Jahr 1970 und stand dieser bis 1991 als Präsident vor. Von 1994 bis 1996 war er Präsident der AO Foundation. Er war weiterhin 1978 Präsident der Deutschen Gesellschaft für Unfallchirurgie (DGU) und 1982 Präsident der Deutschen Gesellschaft für Chirurgie (DGCH). Er war (Mit-)Begründer der Fachzeitschriften Aktuelle Traumatologie und OP-Journal.
Unter Leitung von Weller entstand die „Weller-Datenbank, Weller-Tabelle“. Diese Tabelle enthält praktisch alle gängigen Verletzungsmuster, gegliedert nach dem so genannten „Weller-Key“. Zu jedem Weller-Key werden prognostische Einschätzungen zum Heilverfahren gegeben (Behandlungsmethoden, Physiotherapie, Heilverlauf, Komplikationsrisiken, Ausfallzeiten usw.).

## Ehrungen
Siegfried Weller wurde 1988 mit dem Verdienstkreuz 1. Klasse des Verdienstordens der Bundesrepublik Deutschland ausgezeichnet. 1989 erhielt er die Johann-Friedrich-Dieffenbach-Büste der Deutschen Gesellschaft für Unfallchirurgie. Ihm wurden Ehrendoktorwürden der Humboldt-Universität zu Berlin und der University of Madras verliehen. Zu Wellers 60. Geburtstag wurde, gemeinsam mit Ernst Kerns 65. und Jörg Rehns 70. Geburtstag, ein chirurgisches Symposion in Konstanz veranstaltet.

## Schriften (Auswahl)
- M. Reifferscheid, S. Weller: Chirurgie. Thieme, 8. Auflage 1989, ISBN 3-13-455708-8.
- Edward L. Compere, S. W. Banks, C. L. Compere, S. Weller: Frakturenbehandlung. Thieme, 1966, ISBN 3-13-316201-2.
- S. Weller, D. Höntzsch, K. Weise, E. Reisacher: Die gebräuchlichsten AO-Implantate für die operative Frakturenbehandlung. Thieme, 1993, ISBN 3-13-782201-0.